# Bitka za Volnovaho
Bitka za Volnovaho je bil vojaški spopad, ki je trajal od 25. februarja 2022 do 12. marca 2022 kot del vzhodne ukrajinske ofenzive med rusko invazijo na Ukrajino leta 2022. Ruske in donecke sile so se spopadle z ukrajinskimi silami pri majhnem mestu Volnovaha v Donecki Oblasti, ki se nahaja blizu meje med Ukrajino in separatistično Donecko ljudsko republiko (DLR).
Bitko so vodile sile DLR, kar je povzročilo obsežno uničenje mesta in velike izgube na obeh straneh.

## Bitka
25. februarja, na drugi dan invazije, so ruske sile obstreljevale Volnovahe in prizadele civilna območja. Guardian je zapisal, da rusko bombardiranje Volnovahe spominja na taktiko, ki jo je Rusija pred tem uporabljala na civilnih ciljih v Siriji. Po poročanju ruskih medijev so sile DLR 25. februarja zavzele bližnjo Mikolajevko. Ukrajinski uradniki so poročali, da je bila Volnovaha do 28. februarja na robu humanitarne krize in je bila do 1. marca skoraj uničena, pri čemer je bilo poškodovanih ali uničenih skoraj 90 % zgradb. Mesto je bilo odrezano od hrane, vode in elektrike. Po navedbah lokalnega poslanca Dmitra Lubineca so po bombardiranju nepobrana trupla ležala na ulicah.
Ukrajinske oblasti so do 1. marca iz Volnovahe evakuirale skoraj 500 civilistov.
4. marca je bi nad Volnovaho sestreljen ruski Suhoj Su-25. Sestreljen je bil tudi ruski helikopter Mil Mi-8, ki se je kasneje približeval razbitinam Su-25.
5. marca so oblasti DLR objavile, da je bil polkovnik Vladimir Žoga, poveljnik bataljona Šparta in tesni zaupnik Arsena Pavlova, ubit v akciji pri Volnovahi. Vodja Donecke ljudske republike Denis Pušilin je Žogi posthumno podelil priznanje Heroja Ljudske republike Doneck, predsednik Rusije Vladimir Putin pa mu je posthumno podelil naziv Heroja Ruske federacije. Nasledil ga je Artem Žoga, njegov oče in načelnik štaba.
7. marca so se ukrajinske in ruske sile neuspešno dogovarjale o vzpostavitvi humanitarnega koridorja iz Volnovahe in bližnjega Mariupola, ki je bilo oblegano od 24. februarja; da bi evakuirali civiliste iz obeh mest. Ruske sile naj bi kršile območje demilitarizacije.
11. marca je rusko ministrstvo za obrambo izjavilo, da so sile DPR zavzele Volnovaho. Video posnetki, ki so bili pozneje objavljeni na družbenih omrežjih, so pokazali ruske vojake in vozila v mestu ter zapuščene ukrajinske tanke.
12. marca je Pavlo Kirilenko, guverner Donecke oblasti, izjavil, da so ruske sile popolnoma uničile Volnovaho in da je mesto »dejansko prenehalo obstajati«, a da se spopadi nadaljujejo. Associated Press je potrdil zavzetje mesta s strani proruskih separatistov in da je bil velik del mesta uničen v spopadih. Pozneje so ukrajinski uradniki poročali, da je bil kapitan Pavlo Zbitov, poveljnik ukrajinskega 503. bataljona mornariške pehote, ubit v bitki.
14. marca so ruske sile v bližini Volnovahe sestrelile ukrajinskega Su-25. Pilot Roman Vasilijuk, ki so ga zajele ruske sile, je bil pozneje izpuščen 24. aprila z rusko-ukrajinsko zamenjavo zapornikov.